# Mariano Moro
Mariano Moro este un oraș în Rio Grande do Sul (RS), Brazilia.